# Dirk van Weelden
Dirk van Weelden (Zeist, 22 november 1957) is een Nederlandse schrijver.

## Levensloop
Van Weelden groeide op in Alkmaar, waar hij het gymnasium doorliep. Hij studeerde in de jaren 70 en 80 filosofie aan de Rijksuniversiteit Groningen. Na zijn afstuderen in 1983 trok hij naar Amsterdam. Hij publiceerde in deze periode in verschillende tijdschriften en werkte als schrijver samen met beeldend kunstenaars.
Met Martin Bril, die hij tijdens zijn studententijd in Groningen had leren kennen, vormde hij een schrijversduo. In 1987 debuteerden ze met Arbeidsvitaminen. Het ABC van Bril & Van Weelden. De roman Tegenwoordigheid van geest uit 1989 was zijn solodebuut. Voor Mobilhome uit 1991 ontving Van Weelden in 1992 de Multatuliprijs. In 1999 ontving hij de Frans Kellendonk-prijs.
Van Weelden was vanaf 1991 redacteur van het kunsttijdschrift Mediamatic. Sinds 1999 maakt hij deel uit van de redactie van het literaire tijdschrift De Gids. Van Weelden is prominent lid van de Nederlandse Academie voor ’Patafysica.
In 2014 was hij betrokken bij de oprichting van Café Weltschmerz.